# Miomantis brachyptera
Miomantis brachyptera är en bönsyrseart som beskrevs av Henri Saussure 1899. Miomantis brachyptera ingår i släktet Miomantis och familjen Mantidae. Inga underarter finns listade i Catalogue of Life.